# Ponesimod
Ponesimod ist ein Arzneistoff aus der Gruppe der Immunmodulatoren, der zur oralen Behandlung der multiplen Sklerose (MS) eingesetzt wird.

## Therapeutische Verwendung
Unter dem Namen Ponvory (Janssen) wurde Ponesimod im März 2021 in den USA zugelassen zur Behandlung von rezidivierenden Formen der multiplen Sklerose (MS), einschließlich des klinisch isolierten Syndroms (CIS), der schubförmig-remittierenden MS (RRMS) und der aktiven sekundär-progredienten MS (SPMS).
Im März 2021 gab auch der Ausschuss für Humanarzneimittel der europäischen Arzneimittelagentur für die EU eine Zulassungsempfehlung ab, die Zulassung durch die Europäische Kommission erfolgte im Juni 2021.
Ponesimod ist nach Fingolimod, Siponimod und Ozanimod der vierte Sphingosin-1-phosphat-Rezeptor-Modulator für die Therapie der multiplen Sklerose.
Ponesimod wurde auch zur Behandlung der Schuppenflechte (Psoriasis) untersucht.

### Studien
Die Zulassung für die MS-Behandlung beruht auf der OPTIMUM-Studie an mehr als 1100 Patienten mit schubförmig remittierender MS. Ponesimod wurde im Vergleich zu Teriflunomid untersucht, die Studiendauer betrug 108 Wochen. Der primäre Endpunkt war die jährliche Schubrate (annualized relapse rate, ARR) im Untersuchungszeitraum. Sie war bei mit Ponvory behandelten Patienten um 30,5 % niedriger als bei Patienten, die Teriflunomid erhalten hatten. Weitere Endpunkte waren der Anteil an Patienten mit fortschreitender Einschränkung (confirmed disability progression, CDP) nach 3 und 6 Monaten und das Auftreten neuer fokaler entzündlicher Läsionen im ZNS (combined unique active lesions, CUAL). Beides besserte sich signifikant unter der Therapie mit Ponesimod im Vergleich zu Teriflunomid.

### Nebenwirkungen und Anwendungsbeschränkungen
Als häufigste Nebenwirkungen wurden Infektionen der oberen Atemwege, Erhöhung der Alanin-Aminotransferase-Werte und Bluthochdruck beobachtet, ferner Harnwegsinfekte und Atemnot (Dyspnoe).

## Wirkungsmechanismus
Ponesimod bindet mit hoher Affinität an die Sphingosin-1-phosphat-Rezeptoren 1 (S1P1-Rezeptor), die sich auf den Lymphozyten befinden. Dies verhindert, dass Lymphozyten die Lymphknoten verlassen und senkt die Zahl an mit dem Blut zirkulierenden Lymphozyten. Der genaue Wirkungsmechanismus, der den therapeutischen Effekt ausmacht, ist nicht bekannt, beruht aber vermutlich auf einer verminderten Migration von Lymphozyten in das zentrale Nervensystem (ZNS).

## Handelsnamen
Ponvory (USA, EU, Schweiz)